# Parábola del asesino
La Parábola del [sabio] asesino (también conocida como la Parábola del asesino), es una  parábola atribuida a Jesús. Sin embargo, no aparece en ninguno de los Evangelios canónicos del Nuevo Testamento, sino sólo en el Evangelio de Tomás no canónico. Según el Evangelio de Tomás 98 Jesús dijo:

El reino del padre es como cierto hombre que quería matar a un hombre poderoso. En su propia casa sacó su espada y la clavó en la pared para saber si su mano podía atravesarla. Entonces mató al hombre poderoso.

## Autenticidad
Los eruditos del Seminario de Jesús dieron a la parábola del asesino una calificación rosa, indicando que, en su opinión, es probablemente, pero no ciertamente, un dicho auténtico de Jesús. Se vieron influenciados por los paralelismos con las parábolas del constructor de torres y del rey guerrero que se encuentra en el Evangelio de Lucas (ver El costo de ser discípulo de Jesús), y por la "naturaleza escandalosa de la imagen".
Según Funk (1997), "[a]tribuir una parábola a Jesús no atestiguada en los evangelios canónicos, y conocida sólo desde hace unos años, fue un acto de valentía que exigió una cuidadosa deliberación". Esta decisión del Seminario ha sido criticada por su incoherencia, ya que a la parábola paralela del rey guerrero en Lucas no se le dio una calificación rosa.
La autenticidad de esta parábola ha sido atacada sobre la base de que Jesús no utilizaría una parábola que glorifica el asesinato, y debido a su uso de la frase "el Reino del Padre" que no se encuentra en los evangelios canónicos.

## Significado
Al igual que las parábolas lucanas del rey guerrero y de la torre, esta parábola parece referirse a "la estimación del coste de un acto o de la capacidad para realizarlo con éxito" [cita requerida] En el Evangelio de Marcos, Jesús explica la idea de que el mal se ensaya antes de producirse: Porque de dentro, del corazón de los hombres, salen los malos pensamientos, los adulterios, las fornicaciones, los asesinatos, los robos, la codicia, la maldad, el engaño, la lascivia, la blasfemia, la soberbia, la necedad: Todas estas cosas malas salen de dentro, y contaminan al hombre.
Según algunos de los compañeros del Seminario de Jesús, "el argumento de la parábola tenía que ver originalmente con la inversión davídica, como en David y Goliat: El pequeño vence al grande tomando las precauciones que una persona prudente tomaría antes de enfrentarse al matón del pueblo". Un mensaje similar puede encontrarse en la parábola del hombre fuerte.[cita requerida]
Cabe destacar que el hombre de la carne, bajo la esclavitud del pecado, es un hombre poderoso en términos terrenales, mantiene al alma atrapada o limitada a una casa terrenal apartada del Reino del Padre y su "Casa de muchas Moradas", el hombre espiritual para liberarse debe atravesar los límites de esa casa temporal (la espada puede estar ligada a la agudeza perspicaz otorgada por la palabra de Dios) al ver que su mano, con el poder de la Espada, pudo atravesar esos límites, entonces mató al hombre material.